# Tjæreborg Sogn
Tjæreborg Sogn ist eine Kirchspielsgemeinde (dän.: Sogn)  im südlichen Dänemark. Bis 1970 gehörte sie zur Harde Skast Herred im damaligen Ribe Amt, danach zur Esbjerg Kommune im erweiterten Ribe Amt, die im Zuge der  Kommunalreform zum 1. Januar 2007 in der „neuen“  Esbjerg Kommune in der Region Syddanmark aufgegangen ist.

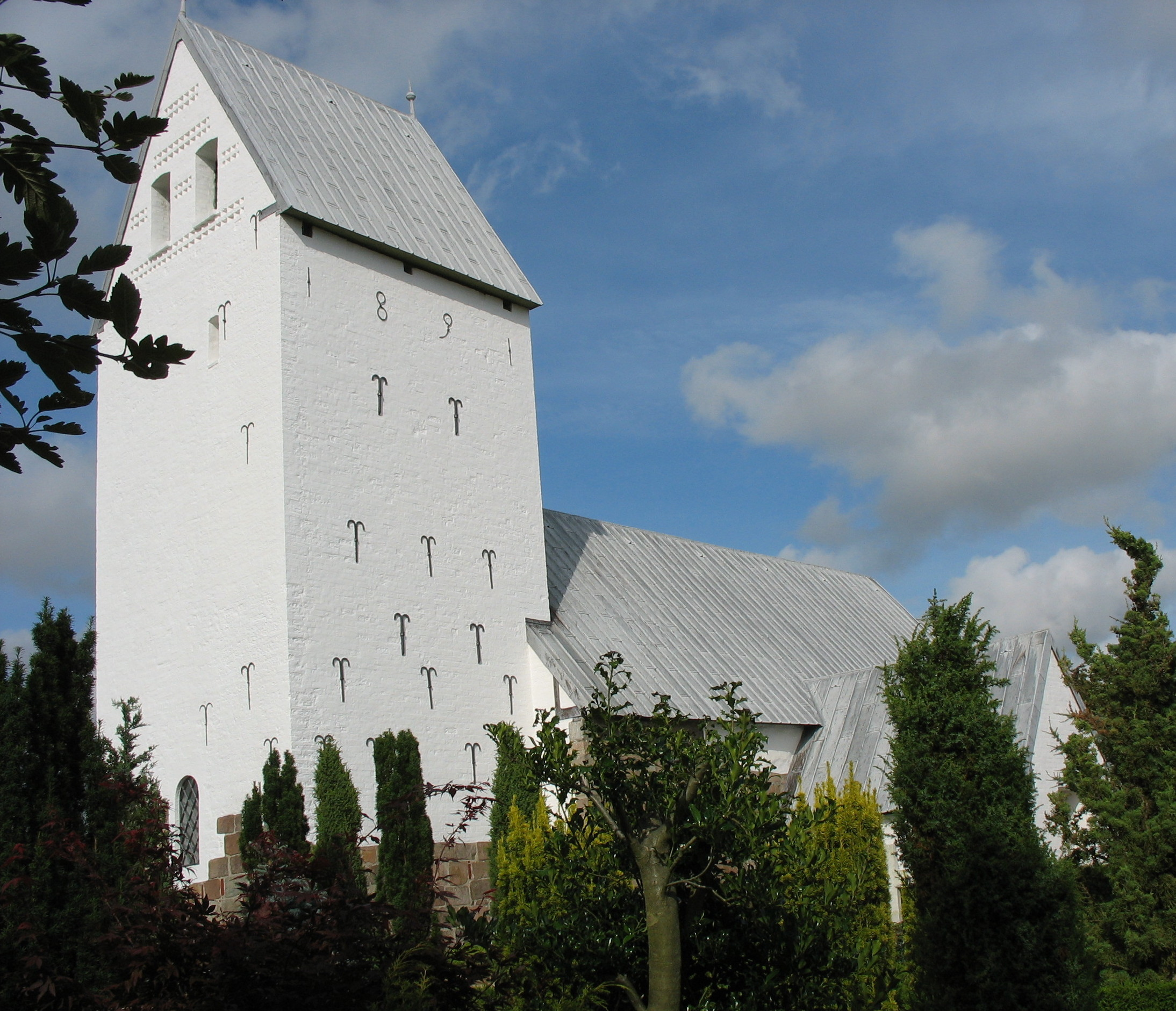
Tjæreborg Kirke

Im Kirchspiel leben 3360 Einwohner, davon 2897 im Kirchdorf Tjæreborg (Stand:1. Januar 2023). Im Kirchspiel liegt die Kirche „Tjæreborg Kirke“.
Nachbargemeinden sind im Westen Jerne Sogn, im Norden Skads Sogn und im Osten Sneum Sogn. Im Süden grenzt das Kirchspiel ans Wattenmeer.
Das Touristik-Unternehmen Tjaereborg wurde 1950 im Kirchdorf durch den Gemeindepfarrer gegründet und ist nach dem Ort benannt.
Seit 2000 ist in Tjaereborg ein Windpark über eine HGÜ-Verbindung mit dem Stromnetz verbunden. Es ist dies eine der ersten HGÜ-Anlagen, die mit IGBTs bestückt wurden, die in den Regelbetrieb ging.